# Parque de Nossa Senhora dos Milagres

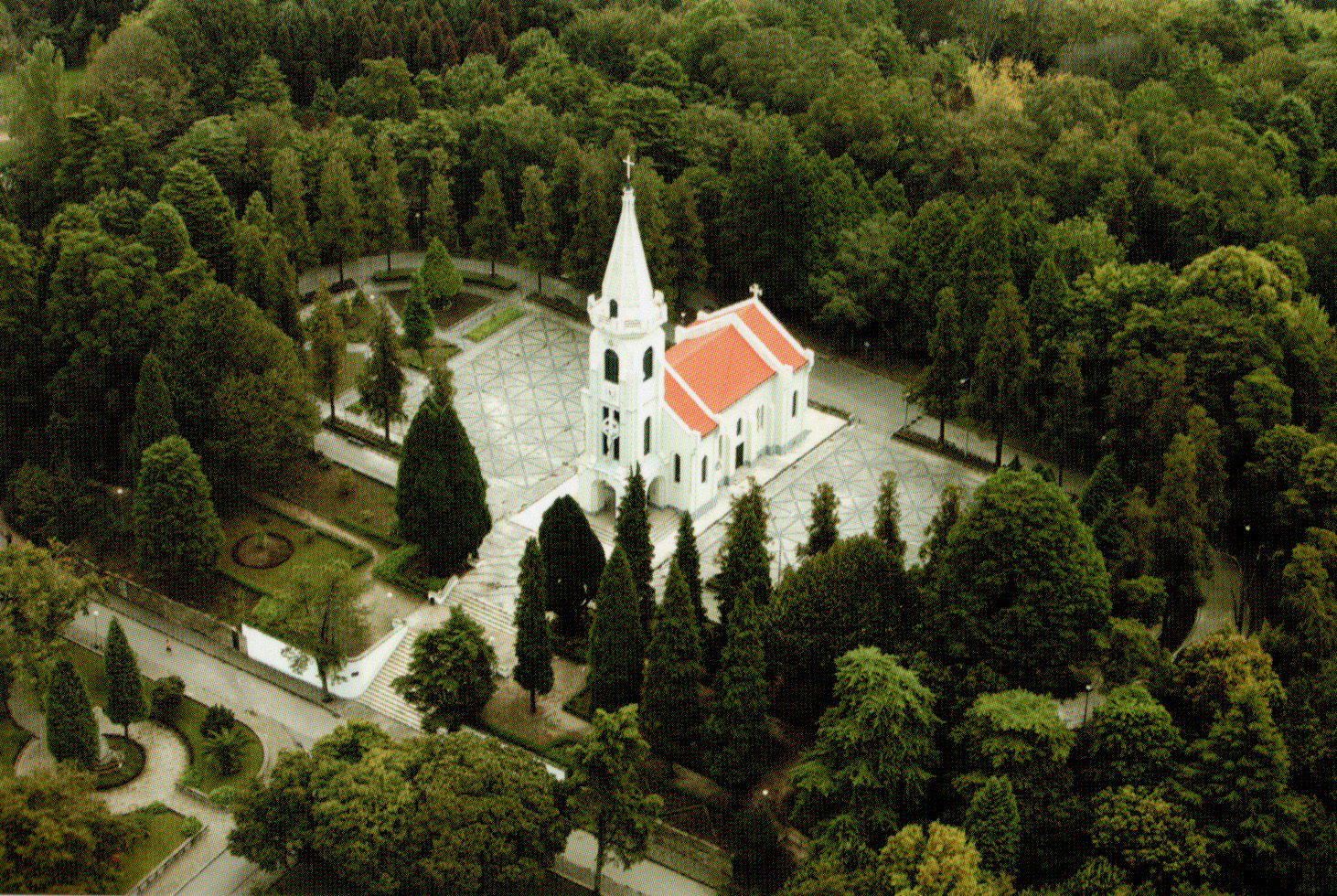
Capela de Nossa Senhora dos Milagres, um santuário no meio do parque.

O Parque de Nossa Senhora dos Milagres é um espaço verde de grandes dimensões inaugurado a 6 de Novembro de 1938 em São João da Madeira, fazendo deste parque o mais antigo da cidade.
Neste parque está localizada a Capela de Nossa Senhora dos Milagres, um santuário religioso. Este parque urbano conta ainda com um leque de infra-estruturas com o objectivo de tornar o espaço mais acessível, havendo nele um circuito de manutenção, ciclovias para os ciclistas, um café, um parque infantil e um espaço de merendas.
É um dos mais apreciados parques urbanos da cidade, com diversos recantos ajardinados em cascata e uma ponte simbólica. A sua manutenção está entregue à Junta de Freguesia de São João da Madeira.